# Marian Woronin
Marian Jerzy Woronin, född 13 augusti 1956 i Grodzisk Mazowiecki,  är en före detta polsk friidrottare som tävlade på internationell elitnivå i kortdistanslöpning. Han vann polska mästerskapen nio gånger inomhus och nio gånger utomhus. Därtill tog han flera medaljer vid internationella mästerskap, se tabellen till höger.
Woronins rekord på 100 meter, 10.00 sekunder, gällde som europarekord i fyra år innan Linford Christie sprang snabbare 1988. Woronins 10,00 var, enligt praxis, avrundat uppåt från 9,992, vilket gör att han inofficiellt kan sägas ha varit den förste vite mannen att springa 100 meter på under tio sekunder.

## Personliga rekord
| Gren          | Resultat | Datum            | Plats    | Kommentar |
| ------------- | -------- | ---------------- | -------- | --- |
| 100 m         | 10,00    | 9 juni 1984      | Warszawa | Ännu gällande polskt rekord (oktober 2009)                                                                                                  |
| 50 m inomhus  | 5,65     | 21 februari 1981 | Grenoble | Ännu gällande polskt rekord (oktober 2009)                                                                                                  |
| 60 m inomhus  | 6,51     | 21 februari 1987 | Liévin   | Ännu gällande polskt rekord (oktober 2009)                                                                                                  |
| 4 x 100 meter | 38,33    | 1 augusti 1980   | Moskva   | Landslag tillsammans med Krzysztof Zwolinski, Zenon Licznerski och Leszek Dunecki. Resultatet är ännu gällande polskt rekord (oktober 2009) |